# Roštění
Roštění település Csehországban, Kroměříži járásban. Roštění Pacetluky, Kostelec u Holešova, Rymice és Bořenovice településekkel határos. Lakosainak száma 673 fő (2024. január 1.).

## Népesség
A település lakosságának változását az alábbi diagram mutatja:
| Lakosok száma | 749  | 920  | 925  | 798  | 770  | 691  | 680  | 669  | 643  | 673  |
|               | 1869 | 1900 | 1921 | 1961 | 1980 | 2011 | 2016 | 2019 | 2021 | 2024 |